# Engelberg
Engelberg is een gemeente met 4194 inwoners in het halfkanton Obwalden, Zwitserland en is een geliefde plaats voor zowel zomer- als wintertoerisme. Engelberg is de hoofdplaats van een enclave van het kanton Obwalden, dat omringd wordt door de kantons Nidwalden, Uri en Bern.

## Ligging

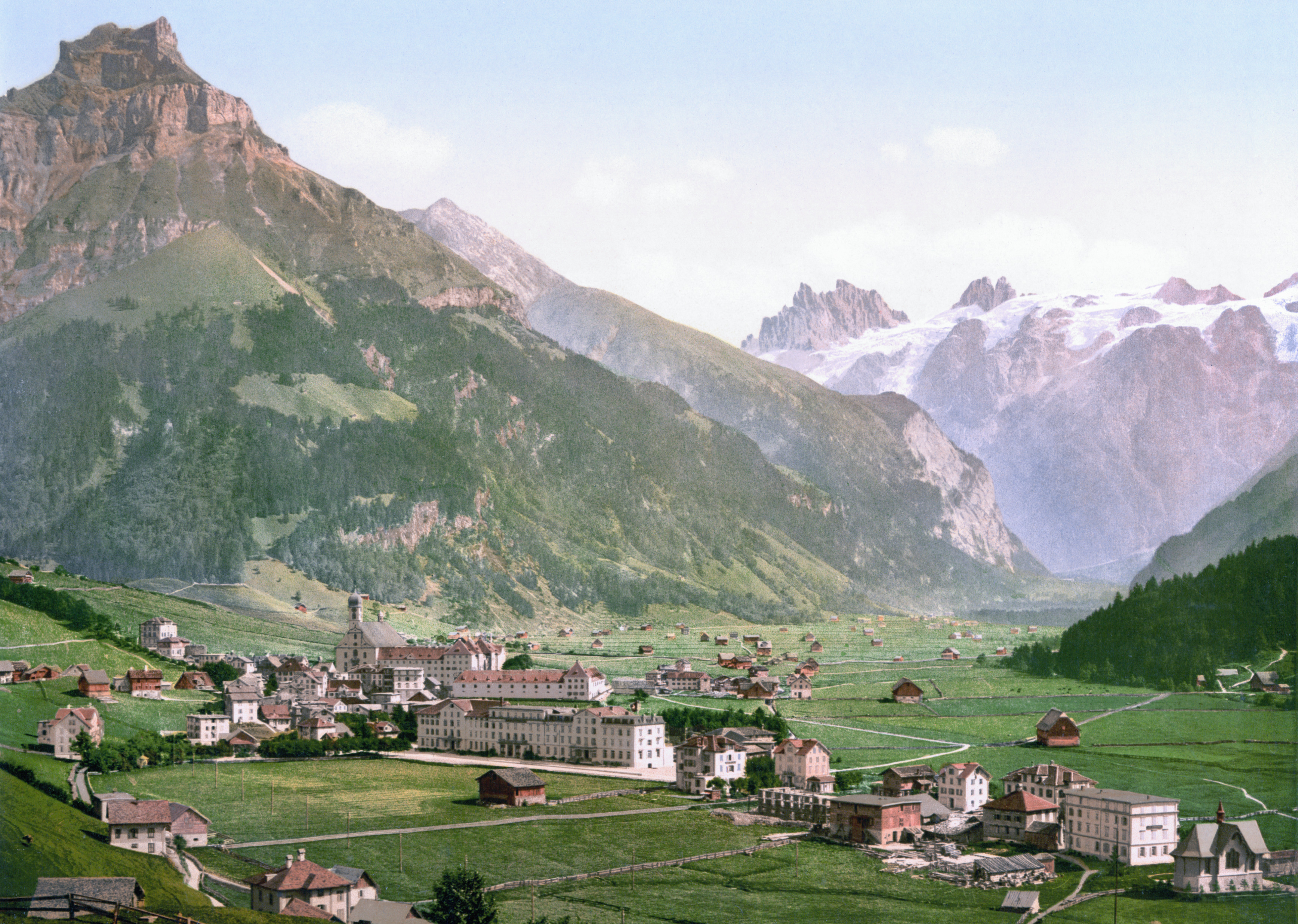
Engelberg rond 1900

Engelberg ligt 25 km ten zuiden van het Vierwoudstedenmeer en 20 km ten zuiden van de stad Stans op een hoogvlakte op een hoogte van 1000 m aan het einde van het Engelberger dal. De plaats is ingesloten door bergen; de 3238 m hoge Titlis in het zuiden en een tot 2800 m hoge bergketen in het noorden met toppen als de Engelberger Rotstock, Ruchstock, Wissigstock, Rigidalstock en de Walenstöcken. In het oosten domineert de ruim 2600 m hoge Hahnen het uitzicht.
Het dal waarin Engelberg zich bevindt, vormde zich aan het einde van de laatste ijstijd toen een overweldigende, van de Titlis afkomstige, aardverschuiving de daluitgang in het noordwesten versperde. Het natuurlijke stuwmeer dat zich daarop vormde, werd in de daaropvolgende millennia opgevuld door sediment van de nabijgelegen bergen. De kleine Euginisee herinnert aan dit voormalige bergmeer.

Dit meertje voedt het riviertje de Aa, dat door een steile kloof naar de plaatsjes Grafenort, dat ook tot de gemeente Engelberg behoort, en Wolfenschiessen stroomt. In het oosten van het dal bevindt zich op 2291 m hoogte de Surenenpas, die al in het kanton Uri ligt.

## Verkeer
De enige natuurlijke toegang naar Engelberg is door het steile en smalle dal van het riviertje de Aa in het noorden van het dal. De passen over de bergen zijn langer en bovendien alleen in de zomer en nazomer begaanbaar. Sinds 1898 verbindt een tandradbaan Engelberg via de Luzern-Stans-Engelberg-spoorlijn met Luzern. Pas in 1931 werd de weg door het Aa-dal dusdanig verbeterd dat Engelberg in de winter met auto, bus en vrachtwagen bereikbaar is.

## Geschiedenis
Door zijn afgelegen ligging, werd de geschiedenis van het dal eeuwenlang door de landbouw en het in 1120 gestichte benedictijnenklooster bepaald. Het middeleeuwse klooster werd meermaals door branden vernietigd, maar wordt tot op heden zonder onderbreking bewoond door benedictijner monniken. Bovendien woedden pest en politieke onrust meermaals in het dal in de (late) middeleeuwen.

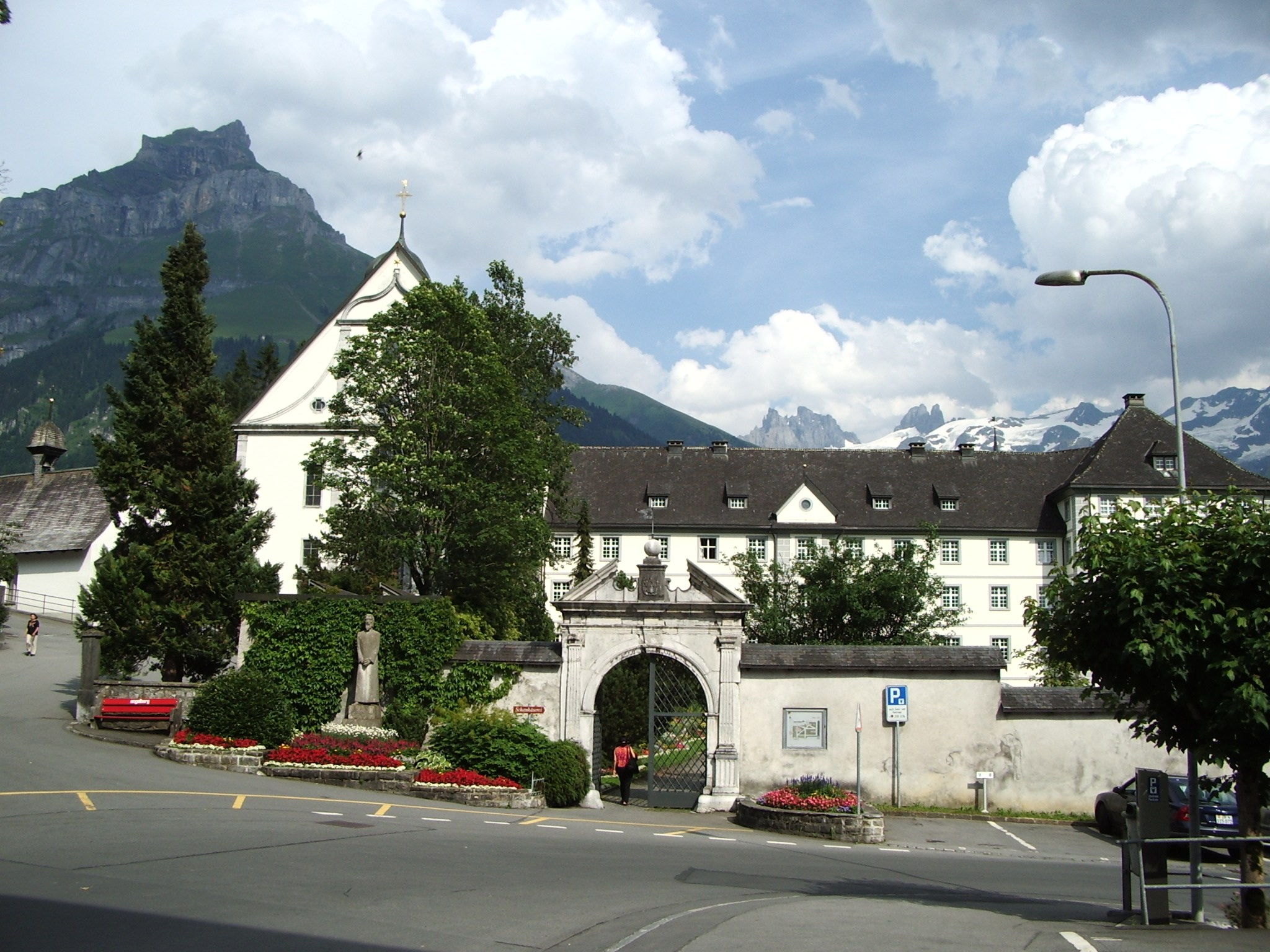
Klooster Engelberg

De naam Engelberg voert terug op de legende dat de stem van een engel vanaf de berg de Hahnen de stichting van het klooster beval. Een engel is derhalve ook opgenomen in het wapen van de plaats. De bekendheid van het klooster strekte tot ver buiten de grenzen van Zwitserland uit, mede door de stichting van een klooster, schrijf- en schilderschool.
Met een toenemend vrijheidsbesef onder de bevolking, gaf het klooster vanaf 1449 meer en meer privileges op. Ten tijde van de Franse Revolutie zag het af van het eigendomsrecht op het dal van Engelberg, dat zich in 1803 bij het kanton Nidwalden aansloot. Na korte tijd, in 1815 besloot het dal zich echter toch aan te sluiten bij het kanton Obwalden waardoor het tot een enclave in Nidwalden werd.
In het midden van de 19e eeuw kwam het toerisme in de streek op, om in de 20e eeuw de belangrijkste inkomstenbron te worden. Met het toenemende contact met de buitenwereld werd ook de invloed van het klooster kleiner.
Engelberg was kandidaat-stad voor de Olympische Winterspelen 1928, die uiteindelijk in Sankt Moritz gehouden zouden worden.
In 1938 vonden in Engelberg de wereldkampioenschappen ski plaats.

## Economie
De belangrijkste bron van inkomsten is het toerisme. Met in totaal 11.000 beschikbare bedden en in totaal 740.000 overnachtingen per jaar is Engelberg een toeristische bestemming van belang. Daarnaast is in het dal en op de bergweiden de veehouderij nog altijd van belang.

## Personen
De succesvolle skiester Erika Hess werd in het dorpsdeel Grafenort geboren. De skiester en olympisch kampioene op de afdaling in Sochi 2014, Dominique Gisin en haar jongere zus Michelle Gisin, Olympisch kampioen in de combinatie in 2018, zijn opgegroeid in Engelberg.